# Volo Malaysia Airlines 17
Il volo Malaysia Airlines 17 (MH17/MAS17) era un collegamento di linea della compagnia aerea malese in servizio fra Amsterdam, nei Paesi Bassi, e Kuala Lumpur, in Malaysia; il 17 luglio 2014 il Boeing 777-200ER che svolgeva il volo venne abbattuto da un missile terra-aria mentre sorvolava la zona orientale dell'Ucraina. Tutti i 283 passeggeri e i 15 membri dell'equipaggio rimasero uccisi nell'abbattimento.
Il velivolo perse i contatti con gli enti del controllo del traffico aereo a circa 50 km dal confine tra Ucraina e Russia e precipitò in prossimità dei villaggi di Hrabove, Rozsypne e Petropavlivka nell'Oblast' di Donec'k, in Ucraina, ma a quel tempo controllato da forze secessioniste filo-russe durante la guerra dell'Ucraina orientale. Le investigazioni ufficiali, condotte dal governo olandese, conclusero che l'aereo fu abbattuto da un missile terra aria lanciato dalle forze armate russe.
Si tratta del settimo disastro aviatorio per numero di vittime, nonché il terzo (e anche il più grave) a coinvolgere un Boeing 777.
Con un comunicato stampa del 20 luglio la Malaysia Airlines faceva sapere che la sigla MH17, come solitamente accade in questi casi, veniva ritirata per rispetto nei confronti delle vittime del disastro e sostituita dal 25 luglio con la sigla MH19-AMS/KUL.

## Il velivolo
L'aeromobile che operava il volo MH17 era il Boeing 777-2H6ER con marche 9M-MRD e numero di serie 28411: ottantaquattresimo Boeing 777 a essere messo in produzione, era stato consegnato alla Malaysia Airlines il 29 luglio 1997 ed era quindi in servizio da 17 anni. Era spinto da due motori Rolls-Royce Trent 892. Al momento dell'abbattimento aveva accumulato 75 322 ore di volo e 11 434 cicli di decollo-atterraggio.

## Nazionalità dei passeggeri
Dopo il disastro la Malaysia Airlines confermava che a bordo dell'aeromobile vi erano 283 passeggeri e 15 membri dell'equipaggio.
| Nazionalità   | Numero | Note                                                                                  |
| ------------- | ------ | ------------------------------------------------------------------------------------- |
| Paesi Bassi   | 193    | di cui 3 con doppia cittadinanza (due olandese-statunitense, e una olandese-italiana) |
| Malaysia      | 43     | di cui 15 dell'equipaggio e due infanti                                               |
| Australia     | 27     |                                                                                       |
| Indonesia     | 12     | di cui un neonato                                                                     |
| Regno Unito   | 10     | di cui due passeggeri con doppia cittadinanza britannico-sudafricana                  |
| Germania      | 4      |                                                                                       |
| Belgio        | 4      |                                                                                       |
| Filippine     | 3      |                                                                                       |
| Canada        | 1      | con doppia cittadinanza canadese-rumena                                               |
| Nuova Zelanda | 1      |                                                                                       |
| Totale        | 298    |                                                                                       |

Tra le vittime vi erano anche alcuni ricercatori e volontari nella lotta all'AIDS, diretti in Australia, dove avrebbero dovuto partecipare alla ventesima Conferenza internazionale sull'AIDS, indetta a Melbourne per il 20 luglio: tra questi vi erano Joep Lange, pioniere della terapia preventiva dell'HIV, Pim de Kuijer, parlamentare olandese e attivista di Stop Aids Now! e Glenn Thomas, portavoce dell'Organizzazione mondiale della sanità.

## L'area di sorvolo

Il percorso del Malaysia Airlines 17.

La Malaysia Airlines, in un comunicato pubblicato sul proprio sito il giorno dopo la tragedia, sottolineava che l'area sorvolata dal volo 17 era fino al momento dell'incidente definita "sicura" dalla ICAO e che, sempre per la stessa organizzazione, non era soggetta a restrizioni sui voli di linea; la ICAO sottolineava di avere precedentemente diramato una nota di potenziale pericolo relativo alla Regione di informazioni di volo di Sinferopoli, nota come Simferopol Flight Information Region (FIR), ma che l'incidente al volo 17 era occorso fuori da tale area. La medesima informazione veniva anche rilasciata dalla IATA in un comunicato ospitato sul sito ufficiale. La Malaysia Airlines affermava anche di aver richiesto di poter operare il volo a 35 000 piedi (10 700 metri) sopra il territorio ucraino, ma, appena entrato nello spazio aereo ucraino, il controllo aereo ucraino aveva istruito l'aereo a volare a 32 000 piedi (10 000 metri), appena 300 metri al di sopra della quota di volo interdetta.
A seguito dell'incidente le compagnie Lufthansa, Air France, Turkish Airlines, Transaero, British Airways, Aeroflot, Air India, Jet Airways, Alitalia, KLM, Singapore Airlines, Finnair, Korean Air e Asiana Airlines decisero di evitare il sorvolo dello spazio aereo dell'Est dell'Ucraina, o dell'intera nazione. La Civil Aviation Administration of China istruì le compagnie aeree cinesi a evitare di volare sulla zona. Un Notice To Airmen (NOTAM, sistema informativo dedicato a piloti e compagnie statunitensi gestito dalla Federal Aviation Administration), immediatamente successivo all'abbattimento proibì agli aeroplani statunitensi di sorvolare l'area (una prima restrizione era stata emanata ad aprile sulla Crimea, Mar Nero e Mar d'Azov).
La medesima decisione veniva presa da Malaysia Airlines, la quale, il giorno dopo l'incidente, comunicò di aver proceduto immediatamente a operare i propri voli in servizio fra Europa e Malesia su rotte alternative in modo tale da far evitare il sorvolo dell'intero spazio aereo ucraino, passando più a sud, su quello turco.
Dopo che il missile abbatté l'aereo perforando l'aereo nella cabina di pilotaggio, i passeggeri furono uccisi in pochi secondi, ben prima che si schiantasse al suolo. I piloti, l'equipaggio e i passeggeri di prima classe che viaggiavano nella parte anteriore dell'aereo furono uccisi ricevendo con forza i detriti affilati nei loro corpi (come confermato dalle autopsie). I passeggeri che viaggiavano nella classe economica, situata più indietro, morirono di depressurizzazione, causata da un'improvvisa privazione di ossigeno, e furono esposti a temperature molto fredde e mortali fino a -50 °C (temperatura media a 10 000 m di altitudine).

## La responsabilità dell'abbattimento

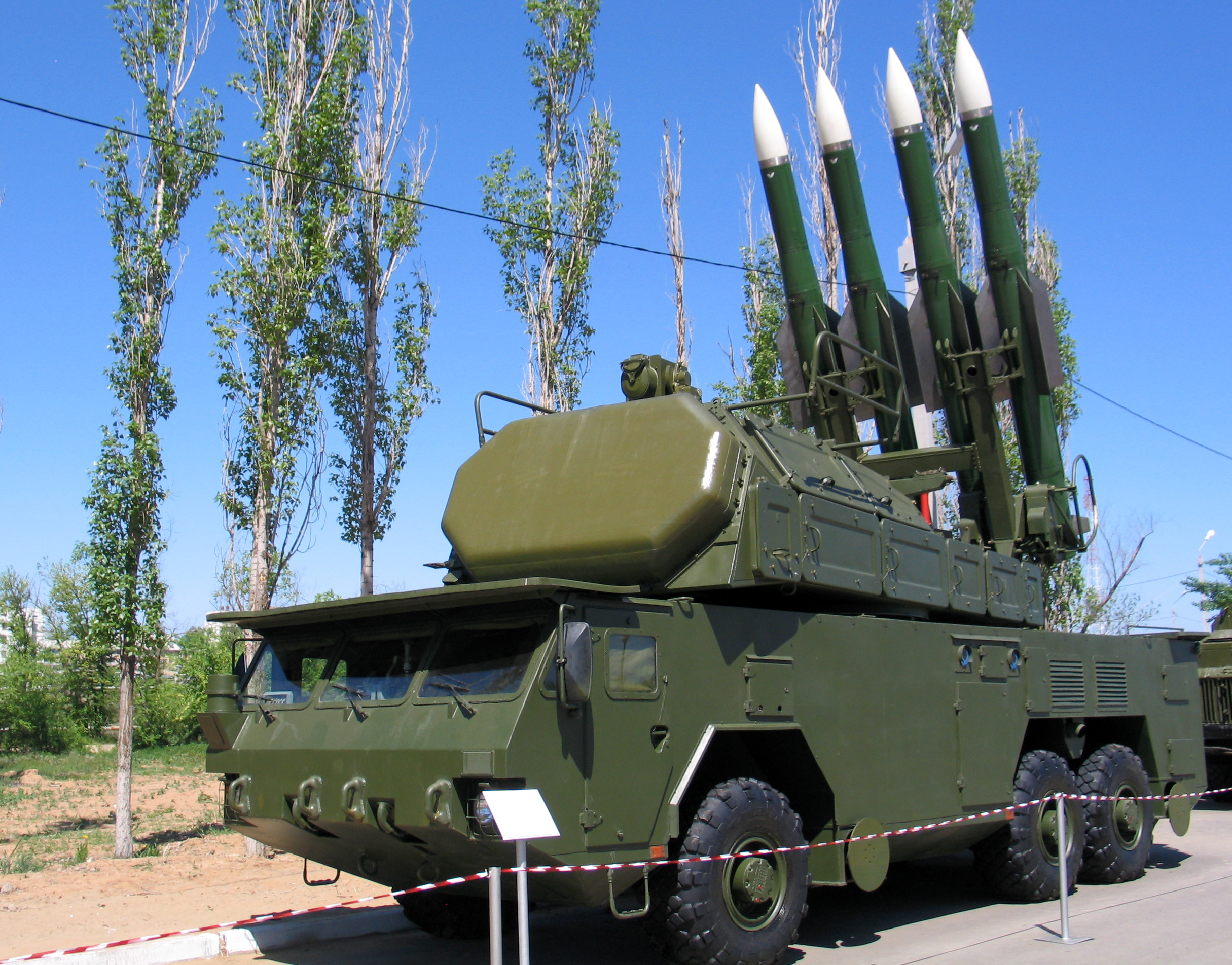
Lanciatore Buk-M2

Immediatamente dopo la notizia del disastro, il governo ucraino accusò dapprima i secessionisti filorussi, affermando che l'aereo era stato abbattuto da un missile terra-aria lanciato dagli stessi secessionisti, quindi direttamente la Russia dichiarando che il missile era stato lanciato da "professionisti russi, coordinati dalla Russia".
Fonti dei servizi segreti statunitensi affermarono che i secessionisti filo-russi avevano abbattuto l'aereo utilizzando un missile terra-aria del sistema Buk lanciato dal territorio sotto il loro controllo. La ricostruzione degli statunitensi basata sulle informazioni raccolte nei cinque giorni dopo il disastro e costituite dai dati dei radar e di altri sensori, che avrebbero raccolto informazioni relative al percorso del missile, dalla configurazione degli shrapnel in prossimità dei rottami a terra, dalle impronte vocali durante conversazioni tra i secessionisti nelle quali si accreditavano merito per l'abbattimento di un aereo militare ucraino, dalle fotografie e da altri dati raccolti su siti web e social network. Il presidente USA Barack Obama, già il giorno successivo all'incidente, affermò che «le prove indicano che l'aereo è stato abbattuto da un missile terra-aria che è stato lanciato dall'area controllata dai secessionisti sostenuti dalla Russia», aggiungendo che i secessionisti «non potendo agire da soli, hanno avuto il supporto della Russia».
Riguardo al particolare tipo di armamento antiaereo usato per abbattere l'aereo, secondo il governo ucraino l'aereo fu abbattuto da un missile Buk. Si tratta di un sistema missilistico di costruzione russa denominato SA-11 nella classificazione NATO e in dotazione sia alla Russia, sia all'Ucraina. Anche secondo altre fonti il Buk sarebbe stato l'unico sistema missilistico antiaereo utilizzato nell'area in grado di colpire alle quote di volo delle linee civili. Gli stessi secessionisti dell'autoproclamata Repubblica Popolare di Lugansk avevano affermato di essere entrati in possesso di un'unità di missili Buk dopo avere conquistato la base militare ucraina A-1402 e la circostanza era stata resa nota alcuni giorni prima dal loro stesso ufficio stampa. I secessionisti filo-russi avrebbero rivendicato la presa di possesso di un'unità di tale sistema d'arma con un tweet che sarebbe stato successivamente rimosso dopo la notizia dell'incidente. Tuttavia, il procuratore generale ucraino, Vitaly Yarema, in un'intervista con il giornale on-line Ukraïns'ka pravda, affermò che i militari ucraini avevano informato il governo che tali missili non sarebbero mai stati catturati all'esercito ucraino. Secondo gli ucraini, il sistema missilistico Buk utilizzato dai secessionisti per abbattere l'aereo fu fornito dalla Russia o fu direttamente operato da personale militare russo.
Il giorno seguente alla tragedia, il governo ucraino diffuse alcuni documenti di asserite intercettazioni telefoniche tra membri del governo dell'autoproclamata "Repubblica Popolare" e membri dei servizi segreti russi dai quali si sarebbe desunto che il missile sarebbe stato lanciato dai secessionisti filo-russi. Secondo questa ricostruzione dei fatti (sostenuta dagli ucraini, dagli statunitensi e ampiamente ripresa sui media occidentali), a poca distanza dall'aereo malese avrebbe dovuto volare un aereo da trasporto militare ucraino con rifornimenti per l'esercito; i ribelli avrebbero colpito l'aereo passeggeri per errore, scambiandolo per il trasporto ucraino. Il sistema missilistico SA-11 è costituito da quattro elementi montati su altrettanti veicoli: un lanciatore armato con 4 missili, un veicolo comando, un veicolo logistico e uno dotato di due radar. Per funzionare correttamente il complesso sistema ha bisogno di un radar di "acquisizione", per accertare il tipo e la natura dell'aereo, e uno di "puntamento", per agganciare e abbattere il bersaglio. Però il sistema a disposizione dei secessionisti aveva solo il radar di puntamento, cosa che consentì loro di puntare il missile e abbattere l'aereo, ma non il radar di acquisizione che avrebbe invece consentito loro di riconoscere che si trattava di un aereo di linea.
Nel pomeriggio dello stesso 17 luglio, prima che la notizia della caduta del volo MH17 venisse diffusa dai mezzi d'informazione, un post pubblicato su un profilo Vkontakte (popolare social media russo) attribuito a Igor Strelkov (pseudonimo di Igor Girkin, allora comandante delle Forze armate della Repubblica Popolare di Doneck e ministro della difesa della suddetta Repubblica, dimessosi da tali cariche il successivo 14 agosto), rivendicò l'abbattimento da parte delle forze secessioniste di un aereo militare ucraino An-26 affermando: "un An-26 è stato appena abbattuto nel distretto di Torez, in una zona vicina alla miniera Progress. Li avevamo avvertiti di non sorvolare i nostri cieli".
Il post sarebbe stato rimosso subito dopo la notizia dell'incidente dell'MH17. La cronologia delle vicende collegate a tale post - non primogenito sul presunto abbattimento, oltre che editato più volte - e l'eventuale relazione con l'MH17, risultano di non facile comprensione anche a causa dei diversi fusi orari a cui gli accadimenti e gli edit fanno riferimento.
I secessionisti dell'Ucraina orientale, per bocca di Sergei Kavtaradze, rappresentante del Primo ministro della Repubblica di Donetsk, addossarono la colpa dell'incidente all'esercito ucraino affermando che le milizie secessioniste non avevano armi in grado di abbattere un aereo che volava a 10 000 metri di quota, avendo solo missili antiaerei portatili con una portata massima di 3 000/4 000 metri. Inoltre, un comunicato dell'ufficio stampa dell'autoproclamata Repubblica Popolare di Lugansk ipotizzò che l'aereo fosse stato attaccato da un caccia ucraino: «Testimoni che osservavano il volo del Boeing 777 lo hanno visto mentre era attaccato da un aereo da combattimento delle forze aeree ucraine, dopodiché l'aereo si è spezzato in due in aria ed è caduto sul territorio della Repubblica Popolare di Donetsk».
Il governo russo dichiarò che l'Ucraina si doveva "assumere piena e totale responsabilità" per l'incidente, in quanto avvenuto nello spazio aereo ucraino.
Il 21 luglio, il ministero della difesa russo, per bocca del capo di stato maggiore delle forze armate Andrey Kartopolov e del capo di stato maggiore dell'aeronautica militare Igor Makushev, nel corso di una conferenza stampa a Mosca, delineò il punto di vista russo sull'accaduto, affermando che, secondo le registrazioni del centro di controllo aereo di Rostov, poco prima dell'incidente, il Boeing 777 aveva deviato verso nord dal proprio corridoio di volo verso Donetsk, portandosi a 14 km di distanza dal suo margine sinistro, per poi virare verso destra tentando senza successo di ritornare nel corridoio prima di perdere rapidamente velocità e sparire dagli schermi radar a 51 km dalla frontiera con la Russia. Il sistema di controllo aereo russo avrebbe anche rilevato la presenza di un aereo da combattimento ucraino, presumibilmente un Su-25, che guadagnava quota a una distanza di 3/4 km in direzione del Boeing della Malaysia Airlines lungo il corridoio internazionale riservato agli aerei di linea. Secondo la versione della Difesa russa il Su-25, benché secondo le specifiche del costruttore abbia una tangenza pratica limitata a 7 000 metri, è comunque in grado di salire e volare a 10 000 metri (secondo la Ukroboronservice, compagnia di Stato ucraina attiva nel settore del commercio e dell'ammodernamento di sistemi d'arma, i Su-25 hanno una tangenza pratica compresa fra i 7 000 e i 10 000 metri), quota di volo del Boeing 777, per un limitato periodo di tempo e può essere normalmente armato con missili aria-aria R-60 che possono ingaggiare e colpire bersagli fino a 12 km di distanza e distruggerli sicuramente a una distanza di 5 km. La presenza del jet militare ucraino sarebbe stata confermata dalle registrazioni video degli schermi radar riprese nel centro di monitoraggio aereo di Rostov. Una serie di immagini satellitari, riprese il 14 luglio ed esibite durante la conferenza stampa, mostrerebbero invece la presenza di diverse batterie di missili ucraini terra-aria Buk-m1, insieme alle relative stazioni radar, dispiegati intorno a Donetsk e Lugansk in un'area prossima a quella controllata dalle forze filo-russe e alla zona del presunto abbattimento; immagini satellitari riprese il 18 luglio mostravano invece che le batterie di missili ucraini avevano lasciato la zona subito dopo l'incidente. Per di più il 17 luglio i russi avrebbero registrato un notevole aumento nell'attività dei radar 9S18 Kupol-M1 dei sistemi missilistici Buk-M1 ucraini nell'area del disastro aereo; attività che sarebbe decisamente scemata il giorno successivo. Inoltre, secondo il ministero della Difesa russo, dopo l'incidente un velivolo ucraino sorvolò la zona dell'impatto per quattro minuti per monitorare la situazione; e il video esibito dagli ucraini, che avrebbe mostrato il trasferimento di una batteria di missili Buk dal territorio delle repubbliche secessioniste a quello russo, sarebbe stato il risultato di una manipolazione provata dall'immagine di un tabellone dove compariva la pubblicità di una concessionaria di auto sita nella città di Krasnoarmeisk al civico 34 della Dnepropetrovskaya: Krasnoarmeisk era sotto controllo ucraino sin dall'11 maggio. Mentre l'ambasciatore russo presso l'ONU, Vitaly Churkin, accusava gli ucraini di aver "ritoccato" le intercettazioni telefoniche delle conversazioni fra i comandanti secessionisti aggiungendovi comunicazioni radio precedenti al giorno della caduta dell'aereo malese.
Il 6 agosto 2014, il News Straits Times, il primo giornale in lingua inglese della Malesia e il più importante del Sud-est asiatico, pubblicava in prima pagina un articolo dal titolo "Was MH17 finished off with a guns kill?" ("L'MH17 fu finito a colpi di cannone?") in cui affermava che, secondo fonti militari locali, l'attenzione degli investigatori era rivolta all'emergente teoria secondo la quale l'MH17 sarebbe stato abbattuto da un aereo da combattimento che lo avrebbe dapprima danneggiato con un missile aria-aria e poi finito col fuoco delle armi automatiche di bordo. Lo stesso argomento veniva ripreso il giorno successivo anche dalla versione online dello stesso giornale in un articolo intitolato "US analysts conclude MH17 downed by aircraft" ("Gli esperti statunitensi concludono che l'MH17 è stato abbattuto da un aereo"). Le fonti militari citate si riferivano in particolare alle fotografie dei fori presenti sulla fusoliera dell'aereo e che mostravano due distinte forme: lacerazioni irregolari compatibili con i danni provocati dalla testa di un missile riempita di fléchettes; perforazioni pressoché circolari, uniformi e regolari compatibili invece con i fori provocati da proiettili di cannoncino. Il giornale portava a supporto di questa versione sull'abbattimento un articolo di Robert Parry, giornalista statunitense, che avrebbe appreso da fonti anonime dell'intelligence USA che "i ribelli e la Russia non possono verosimilmente essere incolpati, e che la responsabilità sarebbe stata attribuibile a forze del governo ucraino". L'articolo citava anche l'intervista resa alla TV canadese CBC da Michael Bociurkiw, uno dei primi osservatori dell'OSCE ad arrivare sulla scena del disastro, secondo il quale «C'erano due o tre pezzi di fusoliera che erano letteralmente crivellati con ciò che sembrava essere stato il fuoco di una mitragliatrice; una mitragliatrice molto, molto grossa.»
Il 19 ottobre 2014, il settimanale tedesco Der Spiegel rendeva noto che, stando a indagini svolte, i servizi segreti tedeschi avevano accertato che il volo MH17 era stato abbattuto da un missile Buk lanciato dai secessionisti filorussi e che gli stessi si sarebbero impadroniti di tale sistema missilistico catturandolo in una base militare ucraina. L'affermazione fatta l'8 ottobre da Gerhard Schindler, capo del BND (Bundesnachrichtendienst) di fronte alla commissione parlamentare di controllo dei servizi segreti tedeschi. Gerhard Schindler avrebbe mostrato immagini satellitari e fotografie a sostegno delle proprie conclusioni e affermato che le foto esibite dagli ucraini come prove erano il risultato di evidenti manipolazioni e che le affermazioni russe, sia riguardo alla presenza in volo di un jet militare ucraino vicino al Boeing malese e sia al lancio del missile da parte dell'esercito ucraino, erano false. Tuttavia, il 20 ottobre, il ministro ucraino della Difesa negava decisamente le affermazioni pubblicate da Der Spiegel circa la cattura di un missile Buk ucraino da parte dei secessionisti dichiarando che «il Comando dell'aeronautica militare ucraina afferma ufficialmente che le informazioni riguardo alla cattura da parte della milizia di un sistema missilistico antiaereo Buk-M1 di una unità dell'aviazione militare ucraina non sono vere» e che «il personale, l'equipaggiamento e l'armamento che stazionava nella regione di Donetsk» fu dispiegato altrove più di due settimane prima dello schianto dell'MH17, per cui «all'epoca in cui i ribelli entrarono nel territorio in cui si trovava la base militare, solo veicoli vecchi e inservibili erano stati lasciati lì».

## L'indagine civile
Il 21 luglio personale dell'ICAO, l'organizzazione mondiale dell'aviazione civile, composto da esperti e da investigatori specializzati in questo genere di incidenti, giungeva in Ucraina per assistere i loro omologhi locali nell'inizio dell'indagine relativa alla perdita del Boeing. L'ICAO precisava, sul suo sito, che il proprio intervento era stato richiesto il 18 luglio dal Governo ucraino, ufficialmente responsabile di tali indagini per essere lo Stato sul quale territorio l'incidente è occorso, per aiutare a determinare le cause dell'incidente e fornire indicazioni che aiutino a evitare incidenti simili in futuro.
Le indagini sulle cause della tragedia furono affidate allo Onderzoeksraad voor Veiligheid (Comitato per la Sicurezza - Comitato Olandese per la Sicurezza del Volo in inglese), l'ente olandese per la sicurezza del volo, in base a quanto previsto dalla Convenzione di Chicago (Convention on International Civil Aviation) nell'ambito dell'ICAO. Le indagini furono affidate al Comitato Olandese per la Sicurezza del Volo su richiesta dell'Ucraina, Stato che, secondo quanto previsto al paragrafo 5.1 dell'Allegato 13 alla Convenzione di Chicago è il solo responsabile per le investigazioni, ma può delegare, in tutto o in parte, la conduzione delle indagini a un altro Stato. All'inchiesta condotta dal Comitato Olandese per la Sicurezza del Volo partecipano la Malesia, l'Ucraina, la Federazione Russa, il Regno Unito, gli Stati Uniti d'America e l'Australia. L'unico obiettivo dell'indagine del Comitato Olandese per la Sicurezza del Volo è stato la determinazione delle cause del disastro al fine della prevenzione di incidenti simili e non l'attribuzione di colpe o responsabilità penali.

### Il recupero dei resti
Con un comunicato datato 23 luglio, la Malaysia Airlines faceva sapere che il primo ministro malese Najib Razak, grazie all'intermediazione dei ribelli filo-russi, aveva assicurato la consegna delle scatole nere del volo MH17 al suo Governo, il cui rappresentante ufficiale le aveva ricevute in consegna il 21 luglio a Donec'k; quindi, accompagnate da rappresentanti ufficiali dei governi malese e olandese e dell'ICAO, le scatole furono portate a Kiev e qui, il 22 luglio, consegnate al Comitato Olandese per la Sicurezza del Volo che, a sua volta, le consegnò alla britannica AAIB (Air Accidents Investigation Branch), a Farnborough in Inghilterra, il più vicino centro di analisi autorizzato dalla ICAO, che le ricevette in consegna il giorno 24 luglio. Il 24 luglio il Comitato Olandese per la Sicurezza del Volo annunciava in un comunicato ufficiale di aver potuto scaricare i dati dalle scatole nere del Boeing 777 malese, le quali risultavano lievemente danneggiate pur conservando intatto il modulo della memoria; inoltre, non era stata riscontrata alcuna prova o indicazione di manipolazione delle stesse.
Il 27 luglio, l'esercito ucraino lanciava un'offensiva nella regione di Donec'k con lo scopo dichiarato di tentare di impadronirsi del sito teatro del disastro per "garantire la sicurezza degli esperti internazionali e consentire le indagini". Tuttavia l'offensiva ucraina portò alla cancellazione della missione di esperti malesi, australiani e olandesi prevista dall'accordo raggiunto dalla Malesia con i secessionisti ucraini, essendo, secondo Alexander Hug, vice capo della missione OSCE a Donec'k, la situazione della sicurezza sul sito del disastro "inaccettabile per una missione di osservatori disarmati". Secondo l'accordo raggiunto precedentemente fra il primo ministro malese Najib Razak e Alexander Borodai, leader dei secessionisti, le forze filo-russe avrebbero trasferito le scatole nere dell'aereo alle autorità malesi, consegnato i resti dei corpi dei passeggeri dell'aereo a funzionari internazionali e garantito pieno accesso agli investigatori internazionali al sito del disastro. In un successivo colloquio fra Najib Razak e Alexander Borodai, quest'ultimo accettava di permettere a un contingente di polizia internazionale di entrare nell'area per assicurare la protezione degli investigatori. La Malesia chiedeva un'immediata cessazione di tutte le attività militari nell'area. Il 31 luglio il governo di Kiev annunciava una tregua di un giorno nell'offensiva contro i secessionisti, dopo un appello del segretario generale dell'ONU Ban Ki-moon per fermare le azioni militari nella zona.
La squadra internazionale composta da ottanta investigatori olandesi, australiani e malesi poteva raggiungere il sito del disastro solo il 31 luglio, a causa degli scontri armati nell'area. Lo stesso giorno, in un incontro nella città di Minsk, rappresentanti dell'OSCE, dell'Ucraina, della Russia e dell'autoproclamata Repubblica popolare di  Donec'k si accordavano riguardo a un cessate il fuoco nell'area e a un corridoio umanitario per permettere agli osservatori dell'OSCE e della squadra internazionale di investigatori di raggiungere il sito dell'incidente. Ma già il 5 agosto il primo ministro olandese Mark Rutte annunciava la sospensione delle operazioni di ricerca a causa del deteriorarsi della situazione dal punto di vista della sicurezza. Secondo il capo della polizia malese, Khalid Abu Bakar, gli esperti internazionali poterono esaminare meno della metà del sito del disastro del volo MH17, senza poter prelevare alcun rottame dell'aereo e il loro lavoro fu complicato dal continuo controllo da parte delle autorità ucraine e dei secessionisti: entrambe le parti pretesero di determinare le aree che gli esperti potevano visitare e la durata temporale dei sopralluoghi. Ottantasette ufficiali di polizia malesi inviati in Ucraina, in dieci giorni di permanenza, poterono visitare il luogo del disastro solo tre volte per non più di tre ore.
Fu solo a partire dal 4 novembre 2014, con la situazione militare nell'area ormai stabilizzata a favore dei secessionisti, che gli investigatori del Comitato Olandese per la Sicurezza del Volo poterono visitare utilmente i vari luoghi in cui erano situati i rottami dell'aereo. Il 16 novembre, dopo aver ricevuto il permesso delle autorità locali, nel corso di sei giorni, gran parte dei rottami furono recuperati e trasportati nei Paesi Bassi, dove furono utilizzati per la parziale ricostruzione dell'aeroplano. Altre parti dell'aereo furono recuperate fra il 19 aprile e il 2 maggio 2015.

### Il rapporto investigativo

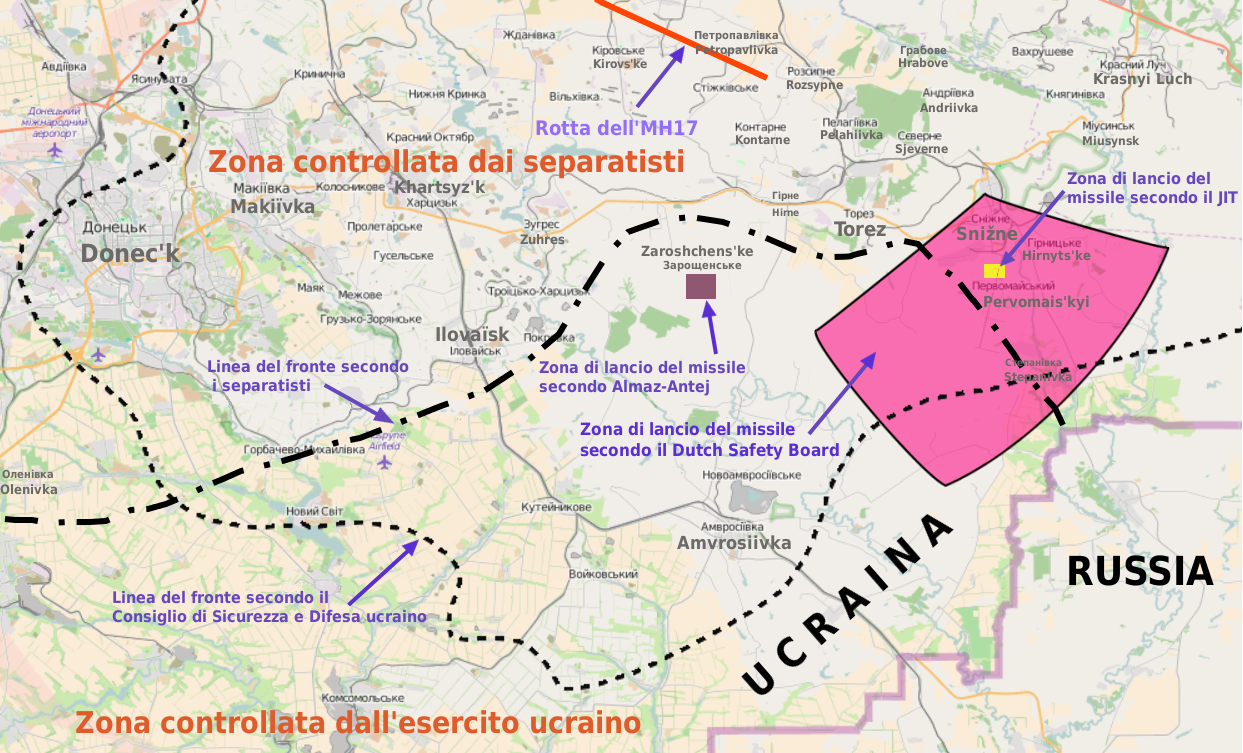
L'area di lancio del missile Buk secondo il Comitato Olandese per la Sicurezza del Volo

Il 9 settembre 2014 il Comitato Olandese per la Sicurezza del Volo (Onderzoeksraad voor Veiligheid) pubblicò un rapporto preliminare sull'incidente nel quale individuò in un gran numero di oggetti penetrati nella carlinga ad alta velocità l'origine dei danni strutturali che determinarono la disintegrazione in aria del Boeing 777, escludendo la possibilità che l'incidente potesse essere stato causato da un guasto tecnico o da azioni messe in atto dall'equipaggio.
Il 1º giugno 2015 il Comitato Olandese per la Sicurezza del Volo completava le indagini sull'incidente e la bozza preliminare del rapporto investigativo conclusivo veniva inviata all'Organizzazione internazionale dell'aviazione civile (ICAO) e ai rappresentanti accreditati degli Stati partecipanti alle indagini - Malesia, Ucraina, USA, Russia, Regno Unito, Australia e Paesi Bassi -, ai quali venivano forniti sessanta giorni di tempo per inviare commenti e note prima della pubblicazione del rapporto definitivo.
Il 13 ottobre 2015 il Comitato Olandese per la Sicurezza del Volo presentava il rapporto definitivo sull'incidente concludendo che, sulla base delle indagini condotte sui rottami dell'aereo recuperati e tenendo conto dei sistemi di armamenti disponibili nell'area, a provocare il disastro dell'MH17 fu l'esplosione della testa di guerra tipo 9N314M di un missile terra-aria Buk lanciato da una postazione situata entro un'area di 320 chilometri quadrati nell'Est dell'Ucraina.

#### Analisi dei dati dei servizi di sorveglianza del traffico aereo
I dati dei servizi di sorveglianza del traffico aereo sono normalmente ottenuti da tre fonti:
- Radar primari: sistemi radar che tracciano autonomamente il traffico aereo;
- Radar secondari: sistemi radar che registrano i dati ottenuti dall'interrogazione di un transponder a bordo dell'aereo;
- Automatic Dependent Surveillance - Broadcast (ADS-B): un sistema di bordo attraverso il quale l'aereo invia automaticamente dati riguardo alla propria posizione, quota e velocità al controllo del traffico aereo.[84]

I dati così ottenuti si dividono ulteriormente in dati grezzi, cioè i dati come ricevuti dai sensori a terra, e dati processati, cioè i dati elaborati dal computer del sistema di sorveglianza per essere visualizzati sugli schermi dei controllori del traffico aereo. Secondo le norme ICAO, questi dati dovrebbero essere registrati e conservati per almeno trenta giorni. I dati furono richiesti dall'Onderzoeksraad sia all'Ucraina sia alla Federazione Russa.
L'Ucraina, attraverso il provider nazionale di servizi alla navigazione aerea UkSATSE (Ukrainian State Air Traffic Services Enterprise - Державне підприємство обслуговування повітряного руху України), fornì solo i dati dei radar secondari e i dati dell'ADS-B, sia grezzi sia processati, e la registrazione video degli schermi radar con i dati secondari processati. L'Ucraina giustificò la mancanza dei dati dei radar primari, sia grezzi sia processati, affermando che le stazioni radar nella zona non erano funzionanti per operazioni di manutenzione programmata e che i radar di sorveglianza militare erano inattivi.
La Federazione Russa, attraverso il provider nazionale GKOVD (Государственная корпорация по организации воздушного движения - Gosudarstvennaja Korporazija po Organisazii Vosdušnogo Dviženija - Ente Statale per la Gestione del Traffico Aereo), fornì solo le registrazioni video degli schermi radar con i dati processati, sia primari sia secondari. La mancanza dei dati radar grezzi, non rese possibile all'Onderzoeksraad di verificare le riproduzioni video degli schermi radar. La Federazione Russa giustificò la mancanza dei dati radar con le proprie norme interne che, in difformità con quelle ICAO, richiedono la registrazione e conservazione dei dati solo nel caso di eventi accaduti sul proprio territorio nazionale.
Dall'analisi dei dati dei radar secondari e dell'ADS-B forniti dall'UkSATSE, l'Onderzoeksraad rilevava che l'ultimo segnale normale ricevuto dal volo MH17 fu alle 13:20:03 (UTC) con l'aeroplano a quota FL330 (10 058 m), che l'ultimo segnale radar secondario processato fu mostrato sugli schermi alle 13:20:18 e che il modo automatico di tracciamento (coasting mode) fu attivato alle 13:20:36. Nelle vicinanze dell'MH17 erano presenti altri tre voli commerciali: l'Air India AIC113, l'EVA-Air EVA88 e il Singapore Airlines SIN351, il più vicino dei quali si trovava a 33 km di distanza.
Il segnale del volo MH17 fu perso sugli schermi del radar primario del GKOVD alle 13:20:58 (UTC) e, contemporaneamente, anche sugli schermi del radar secondario; il ritardo di 22 secondi rispetto al passaggio al coasting mode sugli schermi radar dell'UkSATSE è spiegato dall'Onderzoeksraad come probabilmente dovuto alla differente impostazione del software nei sistemi dei due enti. Un secondo oggetto (target) fu registrato nelle vicinanze dell'MH17 per 21 secondi, fra le 13:20:47 e le 13:21:08 (UTC), e per 40 secondi fra le 13:21:18 e le 13:25:57(UTC). Secondo l'Onderzoeksraad, questo secondo target sarebbe stato costituito dai detriti dell'aeroplano che precipitavano al suolo e che erano sufficientemente grandi da fornire una traccia radar compatibile con quella di un target primario. Nessun altro aereo, commerciale o militare, fu localizzato dai radar entro un'area da 30 a 60 km verso sud, fino a 90 km verso nord ed est e fino a 200 km verso ovest. Inoltre, secondo l'Onderzoeksraad, era poco probabile che un radar primario di controllo del traffico aereo potesse rilevare e mostrare sugli schermi un oggetto veloce come un missile.

#### Analisi delle comunicazioni radio e telefoniche
Le trascrizioni delle comunicazioni radio e telefoniche furono fornite all'Onderzoeksraad dai centri di controllo di Dnipro Radar, a Dnipropetrovs'k in Ucraina, e Rostov Control in Russia.
L'aereo stabilì il primo contatto radio con Dnipro Radar (Sector 2) alle 12:53:29 (UTC) informando di essere a quota FL330 (10 058 m). Dnipro Radar (Sector 2) chiese all'aereo se fosse in grado di salire a FL350 (10 668 m), ricevendo risposta negativa. L'equipaggio dell'MH17 chiese di poter deviare dalla rotta assegnata verso sinistra per 37 km (20 NM) a causa della situazione meteorologica; la richiesta fu approvata. L'MH17 chiese di poter salire a FL340 (10 363 m), ma Dnipro Radar (Sector 2) rispose che la quota non era al momento disponibile. Alle 13:07:46 il controllo del volo fu trasferito a Dnipro Radar (Sector 4) che, dopo aver consultato il centro di Rostov Control, avvisò l'MH17 di portarsi verso il waypoint RND, comunicazione confermata dall'MH17 fra le 13:19:56 e le 13:19:59, e successivamente, alle 13:20:00, sul waypoint TIKNA in Russia; quest'ultimo messaggio non ebbe risposta. Dnipro Radar (Sector 4) chiamò ripetutamente l'MH17, fino alle 13:35:50, senza ricevere risposta; contattò quindi Rostov Control, che rispose di aver perso il volo sui radar, e chiese al volo civile più vicino, SIN351, se avesse contatto visivo o strumentale con l'MH17; SIN351 rispose di no e tentò inutilmente di contattare l'MH17 sulla frequenza radio di emergenza. Nessun messaggio di emergenza dall'MH17 fu ricevuto dal controllo del traffico aereo.

#### Analisi delle scatole nere
I dati del fonoregistratore in cabina di pilotaggio (Cockpit Voice Recorder) e del registratore dei dati di volo (Flight Data Recorder) furono scaricati presso il laboratorio di Farnborough della britannica AAIB. Entrambi i registratori dei dati risultavano danneggiati esternamente (danni compatibili con l'impatto al suolo durante il disastro), ma il modulo della memoria era intatto; e non presentavano alcuna evidenza o indicazione di manipolazione. Oltre alle etichette originali del costruttore, in francese e inglese, su entrambe erano state apposte etichette con la scritta in russo "Ufficio del procuratore generale della Repubblica Popolare di Doneck".
L'analisi delle registrazioni del Cockpit Voice Recorder rivelò che, oltre ai piloti (equipaggio di condotta), nella cabina di pilotaggio era presente almeno un membro dell'equipaggio di cabina (assistenti di volo), che le comunicazioni interne fra i membri dell'equipaggio non contenevano alcuna indicazione riguardo a qualcosa di inusuale rispetto al volo e che non vi fu alcun avviso sonoro o allarme riguardo a malfunzionamenti dei sistemi. La registrazione si interruppe bruscamente alle 13:20:03 (UTC) con due picchi sonori che coprivano gli ultimi 20 millisecondi.
Dall'analisi del Flight Data Recorder fu rilevato che l'aereo stava volando alla quota di 10 058 m (33 000 ft) e alla velocità di 543 km/h (293 kn) su una rotta costante di 115°. La registrazione dei dati si interruppe improvvisamente alle 13:20:03 (UTC) con l'ultima posizione registrata a 48,12715° N e 38,52630538° E. Nessun segnale di avviso o allarme riguardo all'aereo o ai motori fu registrato.

#### Analisi dei resti dell'aereo
Come risultato dei bombardamenti di artiglieria nell'area del disastro, non tutte le parti dell'aereo identificate durante le missioni del novembre 2014 poterono essere recuperate. Le parti erano in sei siti sparsi su un'area di 50 km² a sud-ovest del villaggio di Hrabove e la loro distribuzione su un'ampia area indicava che l'aereo si era disintegrato mentre era ancora in volo. Le parti recuperate furono trasportate presso la base aerea di Gilze-Rijen, dove fu ricostruito con esse un simulacro dell'aereo. Alcune centinaia di fori e impronte di rimbalzo furono trovati nella parte anteriore della fusoliera e una dozzina sulla presa d'aria del motore di sinistra e sull'estremità dell'ala sinistra.
Durante il recupero dei resti furono trovati e prelevati un certo numero di oggetti non appartenenti al Boeing 777 e apparentemente collegati ai resti di un missile superficie-aria. Questi oggetti furono trasportati anch'essi alla base aerea di Gilze-Rijen ed esaminati, ma le immagini non vennero rese pubbliche poiché collegate all'indagine criminale in corso, tranne che per tre di essi: un ugello motore, parte di un'aletta stabilizzatrice e alcuni cavi. Secondo l'Onderzoeksraad queste parti erano compatibili con un missile terra-aria tipo 9M38.
L'analisi dei resti recuperati mostrava che la parte anteriore della fusoliera, particolarmente l'area della cabina di pilotaggio, era stata colpita da almeno 800 oggetti ad alta energia provenienti dall'esterno e le cui traiettorie convergevano verso un'area posta sopra e a sinistra della cabina di pilotaggio. Evidenza di danni da esplosione furono trovati intorno alla cabina in forma di infossamenti delle lamiere e fuliggine.

#### Conclusioni
L'analisi del secondo picco sonoro registrato dal Cockpit Voice Recorder, della durata di 2,3 millisecondi, rivelava che l'onda sonora aveva avuto origine all'esterno dell'aeroplano da una posizione sopra il lato sinistro della cabina di pilotaggio. Questo risultato era basato sulla differenza di tempo fra gli istanti in cui esso era stato registrato da ognuno dei microfoni delle cuffie dei tre membri dell'equipaggio e dal microfono di cabina, confrontati con le accelerazioni registrate dal Flight Data Recorder. I danni nella parte anteriore della fusoliera denotavano l'impatto di un grande numero di frammenti di acciaio non legato, di differente forma e dimensione, provenienti da una singola posizione coincidente con quella di origine del picco sonoro registrato. La posizione, la forma e i contorni dei danni sulla fusoliera, nonché il loro numero e la loro densità, risultavano coerenti con i danni causati dai frammenti preformati a farfalla derivati dall'esplosione di una testata esplosiva modello 9N314M trasportata da un missile 9M38 uguale a quelli installati su un sistema missilistico superficie-aria Buk. Un certo numero di oggetti trovati sul luogo del disastro, supposti appartenere a un missile, mostravano tracce di vernice che erano compatibili con quella riscontrata su pochi frammenti estranei trovati nei resti dell'aeroplano, nonché tracce dello stesso tipo di esplosivo, l'RDX.
L'individuazione, operata dall'Onderzoeksraad, del modello di testata esplosiva, così come quella del missile che la trasportava, si basava esclusivamente sull'analisi della corrispondenza fra danni osservati sulla fusoliera dell'aereo e caratteristiche dei sistemi missilistici superficie-aria potenzialmente in uso nella regione del disastro e capaci d'ingaggiare un missile alla quota di volo dell'MH17. Secondo la ditta russa produttrice dei sistemi Buk, l'Almaz-Antey, le prime versioni del sistema (Kub) e le più recenti (Buk-M2) non potevano essere state usate poiché non erano equipaggiate con una testata di tipo 9N314M; invece, secondo l'Istituto di ricerca per perizie forensi di Kiev e il ministero della giustizia ucraino, entrambi i missili potevano portare quel tipo di testata.
La possibilità che il velivolo fosse stato abbattuto dal fuoco di una mitragliera a bordo di un aereo veniva esclusa, sia per il numero troppo elevato di perforazioni riscontrate sulla fusoliera sia per la loro forma; mentre la possibilità di un missile aria-aria veniva esclusa poiché nessuno di tali missili, noti per essere usati nella regione in cui l'aereo venne abbattuto, portava una testata esplosiva caricata con frammenti a forma di farfalla.

## L'indagine penale
La conduzione dell'indagine penale è affidata a una squadra investigativa congiunta (Joint Investigation Team – JIT) allo scopo costituito. A differenza del Comitato Olandese per la Sicurezza del Volo, che è un ente indipendente, il JIT è stabilito nell'ambito di Eurojust, che è un'agenzia dell'Unione europea. Il JIT è una squadra composta da giudici, procuratori e autorità di polizia stabilita per un periodo fisso e con uno scopo preciso, per mezzo di un accordo scritto tra gli Stati interessati, per svolgere indagini penali in uno o più degli Stati coinvolti. Sebbene i membri del JIT possano provenire da diverse giurisdizioni, nell'ambito del JIT devono agire in accordo con la legge del luogo in cui l'indagine è svolta. Il JIT relativo all'MH17 è stato creato il 28 luglio nel corso di un incontro all'Aia fra procuratori e investigatori provenienti dai 12 paesi coinvolti nell'investigazione: gli 11 paesi di cittadinanza delle vittime e l'Ucraina, nonché rappresentanti di Europol e Interpol. Inizialmente del JIT facevano parte Australia, Belgio, Paesi Bassi e Ucraina, mentre la Malesia era stata esclusa. Il 1º dicembre 2014 anche la Malesia venne accettata come membro a pieno titolo del JIT.

### L'accordo di non divulgazione
Il 28 agosto un comunicato stampa rese noto che i Paesi Bassi, attraverso l'Openbaar Ministerie (Procura generale olandese), avevano concluso un patto, tenuto segreto, con l'Australia, il Belgio, l'Ucraina ed Eurojust il precedente 7 agosto e di cui aveva già dato parzialmente notizia l'agenzia di stampa ucraina UNIAN riportando una dichiarazione del portavoce del procuratore generale ucraino Juri Boyčenko. Il patto è alla base della costituzione della Squadra investigativa congiunta. Il comunicato stampa, presentato a nome dei quattro paesi firmatari dell'accordo e dell'agenzia europea Eurojust, venne reso noto poco prima che il governo olandese dovesse rispondere alle interrogazioni parlamentari in merito all'accordo presentate dal deputato Pieter Omtzigt del partito CDA (Christen-Democratisch Appèl). Il patto prevede un "accordo di non divulgazione" (NDA - non-disclosure agreement) secondo il quale ciascuno dei paesi firmatari ha il diritto di veto riguardo alla pubblicazione dei dati acquisiti nel corso dell'inchiesta e dei risultati delle indagini.
Il 19 novembre 2014, il Ministero della giustizia olandese si rifiutò ufficialmente di divulgare i documenti dell'accordo. La divulgazione era stata sollecitata dai parlamentari Pieter Omtzigt del CDA e Sjoerd Sjoerdsma del D66, nonché dal settimanale olandese Elsevier appellandosi al Wet openbaarheid van bestuur (Wob), la legge olandese sul diritto di accesso agli atti amministrativi. Secondo il Ministero della giustizia olandese, l'interesse dello Stato nelle relazioni tra i Paesi Bassi e altri Stati e organizzazioni internazionali è preminente sull'interesse pubblico alla divulgazione dei diciassette documenti richiesti, inoltre la divulgazione di quelle informazioni potrebbe ostacolare l'inchiesta e occorre rispettare il diritto alla riservatezza dei funzionari menzionati nei documenti.

### Conclusioni preliminari
Il 28 settembre 2016, il JIT presenta le proprie conclusioni preliminari, raggiunte nel corso dell'indagine penale, affermando che il volo MH17 fu abbattuto da un missile terra-aria serie 9M38 lanciato da un sistema missilistico Buk-TELAR posizionato in una fattoria nelle vicinanze del villaggio di Pervomais'kyi (in ucraino Первомайський?), in un'area all'epoca controllata dai secessionisti filorussi, e che il sistema Buk-TELAR fu portato in Ucraina orientale dal territorio russo e successivamente riportato in Russia. Le conclusioni investigative sono basate su intercettazioni di conversazioni telefoniche, video e fotografie condivise sui social media, l'analisi dei relitti, richieste di assistenza legale alle autorità di più di venti nazioni, l'esame di venti diversi sistema d'arma e testimonianze raccolte sul posto. Le conclusioni trovano sostegno nelle valutazioni di esperti dell'ESA per quanto riguarda il sito di lancio e in un rapporto fornito dall'intelligence statunitense, coperto da segreto di Stato, a cui hanno potuto accedere i servizi segreti militari olandesi (MIVD) e la Procura nazionale olandese antiterrorismo.

### Sentenza
Il 17 novembre 2022, per l'omicidio di 298 tra passeggeri e membri dell'equipaggio del volo MH17, il tribunale olandese ha condannato in contumacia alla pena dell'ergastolo tre imputati: i due cittadini russi Igor' Girkin e Sergej Dubinskij e il cittadino ucraino secessionista filorusso Leonid Charčenko. Il quarto imputato, Oleg Pulatov, è invece stato prosciolto per insufficienza di prove in merito al suo coinvolgimento nel fatto. Il tribunale olandese ha anche stabilito che la Russia aveva il controllo delle forze secessioniste che all'epoca combattevano nell'Ucraina orientale.

## Nella cultura di massa
- Il volo Malaysia Airlines 17 è stato analizzato nella quarta puntata ("Zona di guerra”) della diciottesima stagione del documentario Indagini ad alta quota, trasmesso da National Geographic Channel.
- Viene citato nel romanzo Missione Odessa, dello scrittore Clive Cussler.